# Jurbînți, Berdîciv
Jurbînți (în ucraineană Журбинці) este un sat în comuna Skakivka din raionul Berdîciv, regiunea Jîtomîr, Ucraina.

## Demografie
Componența lingvistică a localității Jurbînți
     Ucraineană (98,95%)
     Rusă (1,05%)
Conform recensământului din 2001, majoritatea populației localității Jurbînți era vorbitoare de ucraineană (98,95%), existând în minoritate și vorbitori de rusă (1,05%).